# 米什利亞季奇
49°43′50″N 23°3′53″E / 49.73056°N 23.06472°E
米什利亞季奇（烏克蘭語：Мишлятичі），是烏克蘭西部的村莊，隸屬利維夫州的亞沃里夫區。該村始建於1444年，面積1.5平方公里，海拔高度272米，2001年人口625。